# El Molar (Madrid)
El Molar ist eine zentralspanische Gemeinde (municipio) mit 10.052 Einwohnern (Stand: 2024) im Norden der Autonomen Gemeinschaft Madrid. 

## Lage
El Molar liegt im Norden der Gemeinschaft Madrid und gilt als das Tor oder erste Dorf der Sierra Norte. Sie grenzt an Algete, Fuente el Saz de Jarama, Pedrezuela, San Agustín del Guadalix, Talamanca de Jarama, Valdetorres de Jarama und El Vellón.

## Bevölkerungsentwicklung
| 1842 | 1900 | 1950 | 1981 | 1991 | 2001 | 2011 |
| ---- | ---- | ---- | ---- | ---- | ---- | ---- |
| 1437 | 1587 | 1825 | 2384 | 2763 | 4152 | 7987 |